# Osvald Tooming
Osvald Tooming (* 13. Januarjul. / 26. Januar 1914greg. in Jädivere, Vigala; † 6. Juni 1992 in Tartu) war ein estnischer Schriftsteller.

## Leben und Werk
Osvald Tooming studierte nach dem Abschluss der Mittelschule 1932 von 1935 bis 1939 Rechtswissenschaft an der Universität Tartu. Von 1934 bis 1941 war er als Journalist in Rakvere tätig, davon 1936 bis 1940 bei der Zeitung Virumaa Teataja.
1941/42 war er während der deutschen Besetzung Estlands inhaftiert.
Von 1945 bis 1947 war Tooming Redakteur bei der kommunistischen Zeitung Rahva Hääl und von 1947 bis 1950 bei der Literaturzeitschrift Looming. 1949 wurde ihm der Staatspreis der Estnischen SSR verliehen.
Anschließend fiel der vermeintlich linientreue Schriftsteller jedoch bei den stalinistischen Behörden in Ungnade. Von 1951 bis 1955 saß er im Gulag und lebte in der Verbannung in der Oblast Kirow. Nach seiner Rückkehr nach Estland arbeitete er lange Zeit als freischaffender Schriftsteller in Haljala, bevor er sich in Viljandi und anschließend in der Nähe von Kolga-Jaani niederließ.
Osvald Tooming debütierte in den 1940er Jahren als Schriftsteller. Er hat neben einem umfangreichen publizistischen Werk auch zahlreiche Erzählungen, Romane und Dramen vorgelegt. Er behandelt vor allem das Landleben mit seinen menschlichen Beziehungen und Schicksalen. Für das Theater hat er zahlreiche Klassiker bearbeitet (Anton Hansen Tammsaare, Alexandre Dumas, Aleksis Kivi, Eduard Vilde, Charlotte Brontë, Jakob Mändmets, Henry Fielding u. a.) und auch Drehbücher verfasst.
Osvald Tooming war 1966 Mitbegründer des Estnischen Naturschutzvereins (Eesti Looduskaitse Selts).

## Werke (Auswahl)

### Romane
- Pruuni katku aastail. 1. osa: Ainus võimalus. Romaan. Tallinn: Eesti Riiklik Kirjastus, 1950.
- Roheline kuld. Romaan. Tallinn: Eesti Riiklik Kirjastus, 1950.
- Perekond Kirretid. Romaan. Tallinn: Eesti Riiklik Kirjastus, 1958.
- Kaksteist aastat. Ühe perekonna kroonika. Romaan. Tallinn: Eesti Riiklik Kirjastus, 1963.

### Erzählsammlungen
- Uued inimesed. Kolm jutustust. Tallinn: Ilukirjandus ja Kunst, 1948.
- Kodumaa kutse (jutustused). Tallinn: Eesti Riiklik Kirjastus, 1950.
- Luigelend. Kolm jutustust. Tallinn: Eesti Riiklik Kirjastus, 1956.
- Maantee läbi metsa. Jutustus. Tallinn: Eesti Riiklik Kirjastus, 1960.
- Kuus juttu. Tallinn: Eesti Raamat, 1966.
- Metsade raamat (jutustused). Tallinn: Eesti Raamat, 1969.
- Episoodid. Jutustusi ja novelle. Tallinn: Eesti Raamat, 1972.
- Luigelend; Õpetaja Hiiemägi; Perekond Kirretid. Jutustused ja romaan. Tallinn: Eesti Raamat, 1974.
- Üks maja, üks küla... (jutustused). Tallinn: Eesti Raamat, 1986.
- Seljasirutus; Argipäevad. Jutustused. Tallinn: Eesti Raamat, 1988.

### Dramen
- Tuled süttivad. Näidend 3 vaatuses 6 pildis. Rahvaloomingu Keskmaja, Tallinn: Ilukirjandus ja Kunst, 1948.
- Kükakünka kuningas. Naljamäng 2-es vaatuses. Rahvaloomingu Keskmaja, Tallinn: Ilukirjandus ja Kunst, 1949.
- Külvikuu (1973)
- Musta Mandri kasupoeg; Rahva sõda ehk Valge laev (näidendid). Tallinn: Eesti Raamat, 1988.

### Publizistik
- Puude taga on mets (tähelepanekuid, elamusi ja märkmeid Eesti metsadest). Tallinn: Eesti Raamat, 1975.

## Übersetzung ins Deutsche
- Drei Kopeken. Übersetzt von Aivo Kaidja, in: Estnische Novellen. Ausgewählt von Endel Sõgel. Tallinn: Perioodika 1979, S. 306–316.

## Privatleben
Osvald Tooming ist der Vater des estnischen Filmregisseurs und Fotografen Peeter Tooming (1939–1997) und des Regisseurs und Schauspielers Jaan Tooming (* 1946).

## Sekundärliteratur
- Osvald Tooming. Personaalnimestik. Koost. Leili Kapral. Autobiograafia Osvald Tooming. Tallinn: Eesti NSV Kultuurministeerium et al. 1985. 101 S.
- Cornelius Hasselblatt: The Fairy Tale of Socialism: How 'Socialist' was the 'New' Literature in Soviet Estonia?, in: The Sovietization of the Baltic States, 1940-1956. Ed. by Olaf Mertelsmann. Tartu: KLEIO ajalookirjanduse sihtasutus 2003, S. 227–236.
- Cornelius Hasselblatt: Geschichte der estnischen Literatur. Berlin, New York 2006 (ISBN 3-11-018025-1), S. 557–559